# Joseph-Toussaint Drolet
Joseph-Toussaint Drolet (né le 31 octobre 1786 à Saint-Marc-sur-Richelieu, mort le 31 octobre 1838 dans la même ville) fut un homme politique, député patriote et marchand au Bas-Canada. Le 23 octobre 1837, à Saint-Charles, il fut vice-président de l'assemblée des six-comtés, un événement précurseur de la Rébellion des Patriotes.

## Biographie
Drolet débuta le commerce à Saint-Marc-sur-Richelieu avec son père, dont il fut l'associé puis le successeur. Il servit pendant la guerre de 1812, notamment à l'île aux Noix, en tant que capitaine de milice, et il obtint en 1815 le grade de major. Le 26 octobre de la même année, il épousa à Chambly Sophie Boileau, fille de René Boileau, ancien député du Parti canadien, prédécesseur du Parti patriote. Il acquit la seigneurie de Cournoyer, appelée communément Saint-Marc, le 22 octobre 1825. Il fut démis de ses fonctions militaires par le gouverneur Dalhousie en 1827, puis réintégré en 1830.
Le 31 juillet 1832, il fut élu sans opposition député de Verchères pour le Parti patriote. À ce titre, il appuya les 92 résolutions adoptées par la chambre d'assemblée du Bas-Canada en 1834. Le 23 octobre 1837, il occupa les fonctions de vice-président de l'assemblée des six-comtés de Saint-Charles. Il se mérita une seconde destitution de l'armée la même année. Il fut ensuite présent lors de la bataille de Saint-Charles, le 25 novembre 1837. Un ordre d'arrestation fut lancé contre lui le 29 novembre suivant, et il se livra aux autorités un mois plus tard. Il fut alors emprisonné jusqu'au 15 juin 1838, lorsqu'il fut libéré pour un cautionnement de mille livres. Il décéda peu de temps après, dans son manoir de Saint-Marc-sur-Richelieu le 31 octobre 1838, à l'âge de 52 ans.